# NGC 5704
NGC 5704 est une galaxie spirale (magellanique ?) située dans la constellation du Bouvier. Sa vitesse par rapport au fond diffus cosmologique est de 2 850 ± 10 km/s, ce qui correspond à une distance de Hubble de 42,0 ± 3,0 Mpc (∼137 millions d'al). NGC 5704 a été découverte par l'astronome germano-britannique William Herschel en 1784. Cette galaxie a aussi été observée par l'astronome britannique John Herschel le 12 mai 1828 et elle a été inscrite au New General Catalogue sous la désignation NGC 5708. Toutefois, Wolfgang Steinicke indique que c'est une paire d'étoiles, ce qui est peu probable.
La classe de luminosité de NGC 5704 est IV-V et elle présente une large raie HI. C'est aussi une galaxie du champ, c'est-à-dire qu'elle n'appartient pas à un amas ou un groupe et qu'elle est donc gravitationnellement isolée.
À ce jour, quatre mesures non basées sur le décalage vers le rouge (redshift) donnent une distance de 30,750 ± 1,066 Mpc (∼100 millions d'al), ce qui est à l'extérieur des valeurs de la distance de Hubble. Notons que c'est avec la valeur moyenne des mesures indépendantes, lorsqu'elles existent, que la base de données NASA/IPAC calcule le diamètre d'une galaxie et qu'en conséquence le diamètre de NGC 5704 pourrait être d'environ 25,1 kpc (∼81 900 al) si on utilisait la distance de Hubble pour le calculer.

## Supernova
La supernova SN 2002jo a été découverte dans NGC 5708 (= NGC 5704) le 11 décembre 2002 par l'astronome amateur italien Alessandro Dimai membre de l'association CROSS de l'association astronomique de Cortina. Cette supernova était de type Ia.